# 사우동
사우동(沙隅洞)은 대한민국 경기도 김포시 남동쪽에 위치하고 있는 행정동이다. 김포시청과 김포시법원, 김포교육지원청, 김포시보건소 등 김포시의 주요 기관들이 모여 있는 행정 중심지이다.

## 역사
- 조선 시대 : 김포군 고현내면(古縣內面)에 속함.
- 1914년 4월 1일 : 일제에 의한 행정구역 통폐합으로 김포군 군내면(郡內面) 사우리가 됨.
- 1938년 1월 1일 : 군내면을 김포면으로 개칭.[1]
- 1979년 5월 1일 : 김포읍으로 승격
- 1997년 : 사우지구 개발 공식 시작
- 1998년 4월 1일 : 김포군이 김포시로 승격되어 풍무동과 함께 김포3동이 됨.
- 2003년 9월 1일 : 김포3동이 사우동, 풍무동으로 분동.[2]

## 법정동
- 사우동

## 교육
- 사우초등학교
- 김포여자중학교
- 김포고등학교
- 사우고등학교
- 금파중학교